# Bembidion balli
Bembidion balli är en skalbaggsart som beskrevs av Carl Hildebrand Lindroth. Bembidion balli ingår i släktet Bembidion och familjen jordlöpare. Inga underarter finns listade i Catalogue of Life.

## Bildgalleri

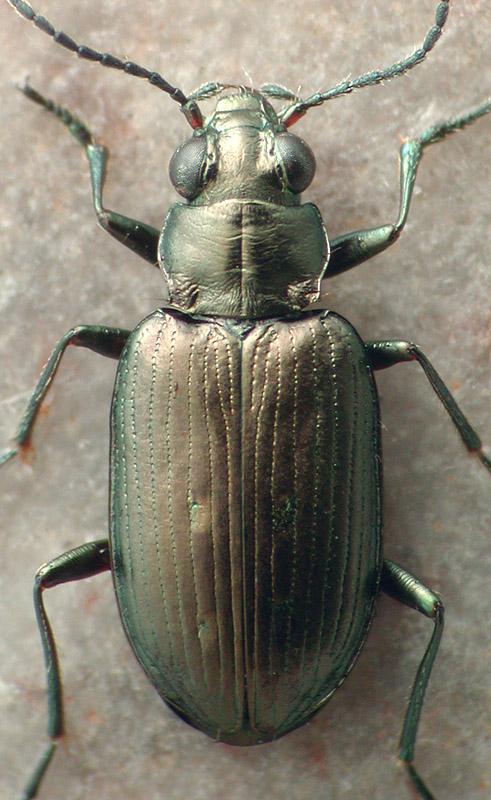